# Franco Bordoni (piloot)

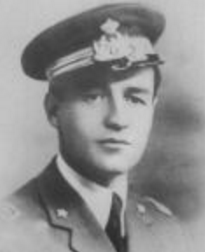
Franco Bordoni

Franco Bordini-Bisleri (Milaan, 10 januari 1913 - Zoagli, 15 september 1975) was een Italiaans piloot en autocoureur. In 1950 schreef hij zich in voor één Formule 1-race, zijn thuisrace van dat jaar voor het team Talbot-Lago, maar was niet aanwezig op het Autodromo Nazionale Monza, waar de race werd verreden, en startte de race dus niet. In 1957 nam hij ook deel aan de 24 uur van Le Mans voor Talbot met als teamgenoot Bruce Halford, maar zij vielen al in de eerste ronde uit. In 1975 kwam hij op 62-jarige leeftijd om het leven bij een vliegtuigongeluk.
Als bijnaam had Bordoni "Robur", dat "kracht" betekent in het Latijn. Dit woord stond ook op de meeste van zijn vliegtuigen en raceauto's.